# San Pietro Vernotico
San Pietro Vernotico är en ort och kommun i provinsen Brindisi i regionen Apulien i Italien. Kommunen hade 13 556 invånare (2017).